# Příroda
Příroda znamená v nejužším významu slova volně žijící ekosystém s určitou mírou biodiverzity, v širším pojetí pak může znamenat celou biosféru, či dokonce hmotný svět (fysis), tedy předmět zájmu přírodních věd. Může být také chápána jako vše, co nevzniklo záměrnou lidskou činnost, tedy protiklad kultury.

## Příroda ve filozofii
Přirozenost a příroda (fysis) je jednou z prvních otázek antické filozofie. Samotné řecké slovo fysis lze nalézt již v Homérově Odysseie a znamená nespoutanou a divokou přírodu.

## Etymologie
Slovo příroda užívané již ve staročeštině (a obnovené v době Obrození asi podle ruského priróda) má původ v praslovanském slově priroda odvozeném od priroditi se (rodit se, rozmnožovat se). Původně se tímto slovem tedy rozuměla jenom živá příroda. 

## Rozdělení přírody

### Biologické
- Živá příroda – zahrnuje všechny živé organismy – tj. bakterie a jiné mikroorganismy, houby, rostliny a živočichy
- Neživá příroda – zahrnuje vše, co nespadá pod pojem živé přírody, tedy horniny a nerosty, půdu, vodu, vzduch, světlo, teplo apod

### Fyzikální
Podle toho, jaké fyzikální zákonitosti jsou určující pro popis sledované části přírody se používá označení:[zdroj?]
- Makrosvět – tj. makrokosmos (μακρός „daleký“ a κοσμος „svět“) se označuje ta část přírody, v níž platí zákonitosti klasické fyziky. Jde o svět, který je svými rozměry pochopitelný a pozorovatelný lidskými smysly. Makrosvět lze obvykle zařadit do rozměrů od miliontin milimetru po miliony světelných let. Kromě běžných těles vyskytujících se v našem okolí lze do makrosvěta zařadit např. planety.
- Mikrosvět – tj. mikrokosmos (μικρός „malý“ a κοσμος „svět“) označuje oblasti přírody (hmoty) s typickými rozměry 10−9 až 10−18 m, kde neplatí zákony klasické fyziky. Děje zde popisuje kvantová fyzika. Do mikrosvěta patří atomy a elementární částice, kterými se zabývá fyzika částic a jaderná fyzika.[2] Větší objekty, i přesto, že nejsou viditelné pouhým okem (jako například mikroorganismy), náleží do makrosvěta.
- Megasvět – tj. megakosmos (μέγας „veliký/četný“ a κοσμος „svět“) se označuje ta část přírody, která se zabývá strukturou vesmíru ve velkých rozměrech (řádově v měřítkách 106 světelných let a větších). Na takových rozměrech je nutno zákonitosti klasické fyziky nahradit obecnou teorií relativity. Můžeme zde pozorovat rozpínání i křivení časoprostoru. Na jeho průzkum se používá teleskopů. Do megasvěta spadá např. studium vývoje vesmíru, kterým se zabývá kosmologie.